# راکی پوینت، شهرستان کیتساپ، واشینگتن
راکی پوینت (به انگلیسی: Rocky Point) یک منطقهٔ مسکونی در ایالات متحده آمریکا است که در واشینگتن واقع شده‌است. راکی پوینت  ۱٬۵۶۴ نفر جمعیت دارد و ۱۰ متر بالاتر از سطح دریا واقع شده‌است.